# Visionary Dream
A Visionary Dream (magyarul: Látomásos álom) Sopho, grúz énekesnő dala, amellyel Grúziát képviselte a 2007-es Eurovíziós Dalfesztiválon, Helsinkibenban. A dal 2007. március 3-án, a grúz dalválasztó műsorban megszerzett győzelemmel érdemelte ki a dalversenyen való indulás jogát.

## Eurovíziós Dalfesztivál
2006. december 12-én vált hivatalossá, hogy az Grúz Közszolgálati Televízió Sopho-t választotta ki az ország képviseletére az elkövetkező Eurovíziós Dalfesztiválon. Az első grúz versenydal keresésére pályázatot írt ki a GPB, amely 2006. december 12. és december 25. között zajlott. A március 3-án rendezett dalválasztó műsorban a nézők szavazatai alapján a My Story című dal kapta a legtöbb szavazatot, így ez a szerzemény képviselhette Grúziát. A dal címét később Visionary Dream-re változtatták meg.

Az Eurovíziós Dalfesztiválon a dalt először a május 10-én rendezett elődöntőben adta elő, a fellépési sorrendben ötödikként, az Izlandot képviselő Eiríkur Hauksson Valentine Lost című dala után és a Montenegrót képviselő Stevan Faddy ’Ajde, kroči című dala előtt. Az elődöntőből nyolcadik helyezettként sikeresen továbbjutott a május 12-i döntőbe, ahol fellépési sorrendben tizenegyedikként lépett fel, a Görögországot képviselő Sarbel Yassou Maria című dala után és a Svédországot képviselő The Ark The Worrying Kind című dala előtt. A szavazás során összesítésben 97 ponttal (Litvániától maximális pontot kapott) a verseny tizenkettedik helyezettje lett.
A következő örmény induló Diana Gurtskaya Peace Will Come című dala volt a 2008-as Eurovíziós Dalfesztiválon.

### Kapott pontok
| Pont | Ország           |
| ---- | ---------------- |
| 10   | Észtország       |
| 10   | Oroszország      |
| 10   | Törökország      |
| 10   | Ukrajna          |
| 10   | Fehéroroszország |
| 10   | Izrael           |
| 10   | Litvánia         |
| 10   | Moldova          |
| 10   | Örményország     |
| 7    | Ciprus           |
| 7    | Lettország       |
| 6    | Görögország      |
| 5    | Hollandia        |
| 4    | Finnország       |
| 4    | Franciaország    |
| 3    | Bulgária         |
| 3    | Lengyelország    |
| 3    | Spanyolország    |
| 1    | Belgium          |
| 123  | Összesen         |

| Pont | Ország              |
| ---- | ------------------- |
| 12   | Litvánia            |
| 8    | Ukrajna             |
| 7    | Finnország          |
| 7    | Oroszország         |
| 6    | Belgium             |
| 6    | Fehéroroszország    |
| 6    | Izrael              |
| 6    | Lettország          |
| 5    | Észtország          |
| 5    | Lengyelország       |
| 5    | Örményország        |
| 5    | Törökország         |
| 4    | Moldova             |
| 3    | Görögország         |
| 2    | Hollandia           |
| 2    | Horvátország        |
| 2    | Magyarország        |
| 2    | Szlovénia           |
| 1    | Hollandia           |
| 1    | Bosznia-Hercegovina |
| 1    | Csehország          |
| 1    | Írország            |
| 97   | Összesen            |

## Külső hivatkozások
- A dal előadása az Eurovíziós Dalfesztivál döntőjében. YouTube-videó, Eurovision Song Contest, 2007. május 12.